# Lido Beach
Lido Beach és una concentració de població designada pel cens dels Estats Units a l'estat de Nova York. Segons el cens del 2000 tenia 2.825 habitants.

## Demografia
Segons el cens del 2000, Lido Beach tenia 2.825 habitants, 1.149 habitatges, i 813 famílies. La densitat de població era de 634,2 habitants per km².
Dels 1.149 habitatges en un 27,5% hi vivien nens de menys de 18 anys, en un 63,4% hi vivien parelles casades, en un 5,6% dones solteres, i en un 29,2% no eren unitats familiars. En el 24,6% dels habitatges hi vivien persones soles el 13,1% de les quals corresponia a persones de 65 anys o més que vivien soles. El nombre mitjà de persones vivint en cada habitatge era de 2,44 i el nombre mitjà de persones que vivien en cada família era de 2,93.
Per edats la població es repartia de la següent manera: un 21,8% tenia menys de 18 anys, un 4,3% entre 18 i 24, un 21% entre 25 i 44, un 31,6% de 45 a 60 i un 21,3% 65 anys o més.
L'edat mediana era de 46 anys. Per cada 100 dones de 18 o més anys hi havia 90,2 homes.
La renda mediana per habitatge era de 86.769 $ i la renda mediana per família de 107.365 $. Els homes tenien una renda mediana de 77.193 $ mentre que les dones 68.542 $. La renda per capita de la població era de 47.604 $. Entorn de l'1,8% de les famílies i el 2,9% de la població estaven per davall del llindar de pobresa.